# Eric Szmanda

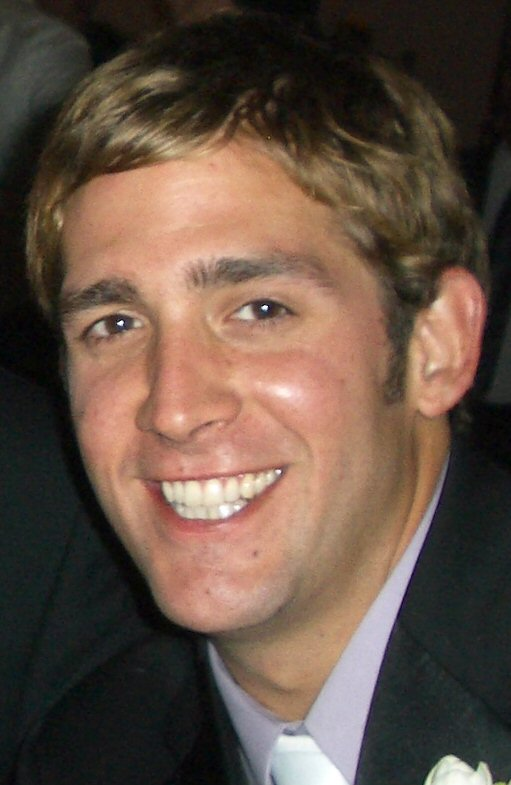
Eric Szmanda

Eric Kyle Szmanda (Milwaukee, Wisconsin, 24 juli 1975) is een Amerikaans acteur. Hij is bekend door de televisieserie CSI: Crime Scene Investigation. In Crime Scene Investigation speelt hij de laboratorium geek Greg Sanders.

## Achtergrond
Eric Szmanda is het achterneefje van Ray Szmanda, voormalig Pitchman bij Mernards. Hij heeft 2 broers: Rob Szmanda en Brett Szmanda.
Hij heeft op de middelbare school in Mukwonago gezeten, alwaar hij in 1993 afstudeerde. Op deze school acteerde hij reeds in een reeks musicals/toneelstukjes. Daarna heeft hij gestudeerd aan het Carrik College in Waukescha (in Wisconsin), en de Carroll-universiteit. 
Szmanda is fan van Marilyn Manson en Sigur Rós (een IJslandse band), waarvan de liedjes ook gebruikt worden in CSI. Behalve acteren kan hij ook  drums bespelen, en is een model voor Bloomingdales. Hij heeft voor de muziek van de film Life As A House gezorgd.

## Rollen in films en series
Film:
- Dodge's City (1999) als Johnny Dodge
- 100 Girls (2000) als Sam/Computer Nerd
- Big Time (2000) als Avery
- The Rules of Attraction (2002) als NYU Film Student
- True Vinyl (2004) als Billy Thompson
- Little Athens (2005) als Derek
- Snow Wonder (2005) als Luke
- Shadow of Fear (2012) als Detective Dominic Leary

Tv:
- The Net (1998 - 1999) als Jacob Resh/Sorcerer
- Oh Baby (2000) als Brent
- Zoe, Duncan, Jack & Jane (2000) als Max
- FreakyLinks (2000) als Eli
- Three Sisters (2001) als Dave
- The Division (2001) als Mark
- CSI: Crime Scene Investigation (2000 - 2014) als Greg Sanders

Computerspel:
- CSI: Crime Scene Investigation (2003) als Greg Sanders (stem)
- CSI: Dark Motives (2004) als Greg Sanders (stem)
- CSI: 3 Dimensions of Murder (2006) als Greg Sanders (stem)
- CSI: Hard Evidence (2007) als Greg Sanders (stem)
- CSI: Deadly Intent (2009) als Greg Sanders (stem)
- CSI: Fatal Conspiracy (2010) als Greg Sanders (stem)

- Gemeinsame Normdatei: 142217557
- International Standard Name Identifier: 0000 0001 1477 4590
- Library of Congress Control Number: no2009114755
- MusicBrainz: aba3bd63-9f73-4a1c-8a97-b6d633c16a1f
- Virtual International Authority File: 91193592
- WorldCat: E39PBJhmJb3j888XbYrpFFY3wC